# Liste der Nummer-eins-Hits in den britischen Charts (2024)
Dies ist eine Liste der Nummer-eins-Hits in den britischen Charts im Jahr 2024. Sie basiert auf den Official Singles Chart Top 100 und den Albums Chart Top 100, die von der Official Charts Company ermittelt werden.
Die britischen Charts werden unmittelbar nach Ende der Verkaufswoche veröffentlicht und gelten für die der Verkaufswoche folgende Woche. Ausgabedatum ist der letzte Tag der Woche, also der Donnerstag eine Woche nach Ende der Verkaufswoche.

## Singles
| ← 2023 ← | Liste der Nummer-eins-Hits in den britischen Charts | Liste der Nummer-eins-Hits in den britischen Charts | Liste der Nummer-eins-Hits in den britischen Charts | 2025 →                    |
| \| Zeitraum \| Wo. ges. \| Interpret \| Titel Autor(en) \| Zusätzliche Informationen \| \| (Zeitraum, Wochen auf Platz eins, Interpret, Titel, Autor[en], zusätzliche Informationen) \| \| \| \| \| \| ----------------------------------------------------------------------------------------- \| -------- \| ------------------------------ \| ------------------------------------------------------------------------------------------------------------------------------------------------------------------------ \| ------------------------- \| \| 8. Dezember 2023 – 4. Januar 2024 4 Wochen (insgesamt 10) \| 10 \| Wham! \| Last Christmas George Michael \| – \| \| 5. Januar 2024 – 22. Februar 2024 7 Wochen \| 7 \| Noah Kahan \| Stick Season Noah Berkenkamp Kahan \| – \| \| 23. Februar 2024 – 21. März 2024 4 Wochen (insgesamt 5) \| 5 \| Beyoncé \| Texas Hold ’Em Elizabeth Lowell Boland, Brian Vincent Bates, Megan Bülow, Nathan John Ferraro, Beyoncé Giselle Knowles-Carter, Charles Raphael Wiggins \| – \| \| 22. März 2024 – 4. April 2024 2 Wochen \| 2 \| Benson Boone \| Beautiful Things Benson James Boone, Evan Robert Eliiot Blair, Jackson Lafrantz Larsen \| – \| \| 5. April 2024 – 11. April 2024 1 Woche (insgesamt 5) \| 5 \| Beyoncé \| Texas Hold ’Em Elizabeth Lowell Boland, Brian Vincent Bates, Megan Bülow, Nathan John Ferraro, Beyoncé Giselle Knowles-Carter, Charles Raphael Wiggins \| – \| \| 12. April 2024 – 25. April 2024 2 Wochen \| 2 \| Hozier \| Too Sweet Stuart Daniel Johnson, Daniel Nathan Krieger, Daniel Tannenbaum, Sergiu Adrian Gherman, Peter C. Gonzales, Andrew John Hozier-Byrne, Tyler Reese Mehlenbacher \| – \| \| 26. April 2024 – 2. Mai 2024 1 Woche \| 1 \| Taylor Swift feat. Post Malone \| Fortnight Jack Michael Antonoff, Taylor Alison Swift, Austin Richard Post \| – \| \| 3. Mai 2024 – 6. Juni 2024 5 Wochen (insgesamt 7) \| 7 \| Sabrina Carpenter \| Espresso Sabrina Annlynn Carpenter, Julian Collin Bunetta, Stephanie Nicole Jones, Amy Rose Allen \| – \| \| 7. Juni 2024 – 20. Juni 2024 2 Wochen \| 2 \| Eminem \| Houdini Anne Jennifer Dudley, Jeffrey Irwin Bass, Kevin Dean Bell, Malcolm Robert Andrew McLaren, Marshall Bruce Mathers III, Steven Haworth Miller, Trevor Charles Horn \| – \| \| 21. Juni 2024 – 11. Juli 2024 3 Wochen (insgesamt 5) \| 5 \| Sabrina Carpenter \| Please Please Please Amy Rose Allen, Jack Michael Antonoff, Sabrina Annlynn Carpenter \| – \| \| 12. Juli 2024 – 25. Juli 2024 2 Wochen (insgesamt 7) \| 7 \| Sabrina Carpenter \| Espresso Sabrina Annlynn Carpenter, Julian Collin Bunetta, Stephanie Nicole Jones, Amy Rose Allen \| – \| \| 26. Juli 2024 – 8. August 2024 2 Wochen (insgesamt 5) \| 5 \| Sabrina Carpenter \| Please Please Please Amy Rose Allen, Jack Michael Antonoff, Sabrina Annlynn Carpenter \| – \| \| 9. August 2024 – 15. August 2024 1 Woche \| 1 \| Charli XCX feat. Billie Eilish \| Guess Dylan Marshall Brady, Charlotte Emma Aitchison, Billie Eilish O’Connell, Finneas Baird O’Connell, Harrison Patrick Smith \| – \| \| 16. August 2024 – 29. August 2024 2 Wochen \| 2 \| Chase & Status feat. Stormzy \| Backbone Michael Ebenazer Kwadjo Omari Owuo Junior, Saul Gregory Milton, William Frederick Kennard \| – \| \| 30. August 2024 – 31. Oktober 2024 9 Wochen \| 9 \| Sabrina Carpenter \| Taste Julian Collin Bunetta, John Henry Ryan II, Sabrina Annlynn Carpenter, Julia Carin Michaels, Ian Eric Kirkpatrick, Amy Rose Allen \| – \| \| 1. November 2024 – 7. November 2024 1 Woche \| 1 \| Gigi Perez \| Sailor Song Gianna Brielle Perez \| – \| \| 8. November 2024 – 12. Dezember 2024 5 Wochen (insgesamt 8) \| 8 \| Gracie Abrams \| That’s So True Gracie Madigan Abrams, Audrey Hobert \| – \| \| 13. Dezember 2024 – 2. Januar 2025 3 Wochen (insgesamt 10) \| 10 \| Wham! \| Last Christmas George Michael \| – \| |                                                     |                                                     | |                           |
| ← 2023 |                                                     |                                                     | | → 2025 →                  |
| Zeitraum | Wo. ges.                                            | Interpret                                           | Titel Autor(en) | Zusätzliche Informationen |
| (Zeitraum, Wochen auf Platz eins, Interpret, Titel, Autor[en], zusätzliche Informationen) |                                                     |                                                     | |                           |
| 8. Dezember 2023 – 4. Januar 2024 4 Wochen (insgesamt 10) | 10                                                  | Wham!                                               | Last Christmas George Michael | –                         |
| 5. Januar 2024 – 22. Februar 2024 7 Wochen | 7                                                   | Noah Kahan                                          | Stick Season Noah Berkenkamp Kahan | –                         |
| 23. Februar 2024 – 21. März 2024 4 Wochen (insgesamt 5) | 5                                                   | Beyoncé                                             | Texas Hold ’Em Elizabeth Lowell Boland, Brian Vincent Bates, Megan Bülow, Nathan John Ferraro, Beyoncé Giselle Knowles-Carter, Charles Raphael Wiggins                   | –                         |
| 22. März 2024 – 4. April 2024 2 Wochen | 2                                                   | Benson Boone                                        | Beautiful Things Benson James Boone, Evan Robert Eliiot Blair, Jackson Lafrantz Larsen                                                                                   | –                         |
| 5. April 2024 – 11. April 2024 1 Woche (insgesamt 5) | 5                                                   | Beyoncé                                             | Texas Hold ’Em Elizabeth Lowell Boland, Brian Vincent Bates, Megan Bülow, Nathan John Ferraro, Beyoncé Giselle Knowles-Carter, Charles Raphael Wiggins                   | –                         |
| 12. April 2024 – 25. April 2024 2 Wochen | 2                                                   | Hozier                                              | Too Sweet Stuart Daniel Johnson, Daniel Nathan Krieger, Daniel Tannenbaum, Sergiu Adrian Gherman, Peter C. Gonzales, Andrew John Hozier-Byrne, Tyler Reese Mehlenbacher  | –                         |
| 26. April 2024 – 2. Mai 2024 1 Woche | 1                                                   | Taylor Swift feat. Post Malone                      | Fortnight Jack Michael Antonoff, Taylor Alison Swift, Austin Richard Post                                                                                                | –                         |
| 3. Mai 2024 – 6. Juni 2024 5 Wochen (insgesamt 7) | 7                                                   | Sabrina Carpenter                                   | Espresso Sabrina Annlynn Carpenter, Julian Collin Bunetta, Stephanie Nicole Jones, Amy Rose Allen                                                                        | –                         |
| 7. Juni 2024 – 20. Juni 2024 2 Wochen | 2                                                   | Eminem                                              | Houdini Anne Jennifer Dudley, Jeffrey Irwin Bass, Kevin Dean Bell, Malcolm Robert Andrew McLaren, Marshall Bruce Mathers III, Steven Haworth Miller, Trevor Charles Horn | –                         |
| 21. Juni 2024 – 11. Juli 2024 3 Wochen (insgesamt 5) | 5                                                   | Sabrina Carpenter                                   | Please Please Please Amy Rose Allen, Jack Michael Antonoff, Sabrina Annlynn Carpenter                                                                                    | –                         |
| 12. Juli 2024 – 25. Juli 2024 2 Wochen (insgesamt 7) | 7                                                   | Sabrina Carpenter                                   | Espresso Sabrina Annlynn Carpenter, Julian Collin Bunetta, Stephanie Nicole Jones, Amy Rose Allen                                                                        | –                         |
| 26. Juli 2024 – 8. August 2024 2 Wochen (insgesamt 5) | 5                                                   | Sabrina Carpenter                                   | Please Please Please Amy Rose Allen, Jack Michael Antonoff, Sabrina Annlynn Carpenter                                                                                    | –                         |
| 9. August 2024 – 15. August 2024 1 Woche | 1                                                   | Charli XCX feat. Billie Eilish                      | Guess Dylan Marshall Brady, Charlotte Emma Aitchison, Billie Eilish O’Connell, Finneas Baird O’Connell, Harrison Patrick Smith                                           | –                         |
| 16. August 2024 – 29. August 2024 2 Wochen | 2                                                   | Chase & Status feat. Stormzy                        | Backbone Michael Ebenazer Kwadjo Omari Owuo Junior, Saul Gregory Milton, William Frederick Kennard                                                                       | –                         |
| 30. August 2024 – 31. Oktober 2024 9 Wochen | 9                                                   | Sabrina Carpenter                                   | Taste Julian Collin Bunetta, John Henry Ryan II, Sabrina Annlynn Carpenter, Julia Carin Michaels, Ian Eric Kirkpatrick, Amy Rose Allen                                   | –                         |
| 1. November 2024 – 7. November 2024 1 Woche | 1                                                   | Gigi Perez                                          | Sailor Song Gianna Brielle Perez | –                         |
| 8. November 2024 – 12. Dezember 2024 5 Wochen (insgesamt 8) | 8                                                   | Gracie Abrams                                       | That’s So True Gracie Madigan Abrams, Audrey Hobert | –                         |
| 13. Dezember 2024 – 2. Januar 2025 3 Wochen (insgesamt 10) | 10                                                  | Wham!                                               | Last Christmas George Michael | –                         |

## Alben
| ← 2023 ← | Liste der Nummer-eins-Hits in den britischen Charts | Liste der Nummer-eins-Hits in den britischen Charts | Liste der Nummer-eins-Hits in den britischen Charts | 2025 →                                                                              |
| \| Zeitraum \| Wo. ges. \| Interpret \| Titel \| Zusätzliche Informationen \| \| (Zeitraum, Wochen auf Platz eins, Interpret, Titel, zusätzliche Informationen) \| \| \| \| \| \| ------------------------------------------------------------------------------ \| -------- \| ---------------------------- \| --------------------------------------- \| ----------------------------------------------------------------------------------- \| \| 29. Dezember 2023 – 4. Januar 2024 1 Woche (insgesamt 7) \| 7 \| Michael Bublé \| Christmas \| – \| \| 5. Januar 2024 – 11. Januar 2024 1 Woche (insgesamt 3) \| 3 \| Lewis Capaldi \| Broken by Desire to Be Heavenly Sent \| – \| \| 12. Januar 2024 – 18. Januar 2024 1 Woche \| 1 \| Shed Seven \| A Matter of Time \| – \| \| 19. Januar 2024 – 25. Januar 2024 1 Woche \| 1 \| D-Block Europe \| Rolling Stone \| – \| \| 26. Januar 2024 – 1. Februar 2024 1 Woche \| 1 \| Green Day \| Saviors \| Die Pop-Punk-Band erreichte zum fünften Mal in ihrer Karriere die Spitzenposition. \| \| 2. Februar 2024 – 8. Februar 2024 1 Woche \| 1 \| James Arthur \| Bitter Sweet Love \| – \| \| 9. Februar 2024 – 15. Februar 2024 1 Woche \| 1 \| The Last Dinner Party \| Prelude to Ecstasy \| – \| \| 16. Februar 2024 – 22. Februar 2024 1 Woche \| 1 \| Noah Kahan \| Stick Season \| – \| \| 23. Februar 2024 – 29. Februar 2024 1 Woche \| 1 \| Idles \| Tangk \| Die Post-Punk-Band erreichte zum zweiten Mal in ihrer Karriere die Spitzenposition. \| \| 1. März 2024 – 7. März 2024 1 Woche \| 1 \| Rod Stewart & Jools Holland \| Swing Fever \| – \| \| 8. März 2024 – 14. März 2024 1 Woche \| 1 \| Liam Gallagher & John Squire \| Liam Gallagher John Squire \| – \| \| 15. März 2024 – 28. März 2024 2 Wochen \| 2 \| Ariana Grande \| Eternal Sunshine \| – \| \| 29. März 2024 – 4. April 2024 1 Woche \| 1 \| Elbow \| Audio Vertigo \| – \| \| 5. April 2024 – 11. April 2024 1 Woche \| 1 \| Beyoncé \| Cowboy Carter \| – \| \| 12. April 2024 – 18. April 2024 1 Woche \| 1 \| The Libertines \| All Quiet on the Eastern Esplanade \| – \| \| 19. April 2024 – 25. April 2024 1 Woche \| 1 \| James \| Yummy \| – \| \| 26. April 2024 – 9. Mai 2024 2 Wochen (insgesamt 11) \| 11 \| Taylor Swift \| The Tortured Poets Department \| – \| \| 10. Mai 2024 – 16. Mai 2024 1 Woche \| 1 \| Dua Lipa \| Radical Optimism \| – \| \| 17. Mai 2024 – 23. Mai 2024 1 Woche (insgesamt 11) \| 11 \| Taylor Swift \| The Tortured Poets Department \| – \| \| 24. Mai 2024 – 30. Mai 2024 1 Woche \| 1 \| Billie Eilish \| Hit Me Hard and Soft \| – \| \| 31. Mai 2024 – 27. Juni 2024 4 Wochen (insgesamt 11) \| 11 \| Taylor Swift \| The Tortured Poets Department \| – \| \| 28. Juni 2024 – 4. Juli 2024 1 Woche \| 1 \| Gracie Abrams \| The Secret of Us \| – \| \| 5. Juli 2024 – 11. Juli 2024 1 Woche (insgesamt 11) \| 11 \| Taylor Swift \| The Tortured Poets Department \| – \| \| 12. Juli 2024 – 18. Juli 2024 1 Woche \| 1 \| Kasabian \| Happenings \| – \| \| 19. Juli 2024 – 8. August 2024 3 Wochen \| 3 \| Eminem \| The Death of Slim Shady (Coup de Grâce) \| – \| \| 9. August 2024 – 15. August 2024 1 Woche (insgesamt 2) \| 2 \| Chappell Roan \| The Rise and Fall of a Midwest Princess \| – \| \| 16. August 2024 – 22. August 2024 1 Woche \| 1 \| Beabadoobee \| This Is How Tomorrow Moves \| – \| \| 23. August 2024 – 29. August 2024 1 Woche \| 1 \| Post Malone \| F-1 Trillion \| – \| \| 30. August 2024 – 5. September 2024 1 Woche (insgesamt 5) \| 5 \| Sabrina Carpenter \| Short n’ Sweet \| – \| \| 6. September 2024 – 12. September 2024 1 Woche (insgesamt 2) \| 2 \| Oasis \| Definitely Maybe \| – \| \| 13. September 2024 – 19. September 2024 1 Woche \| 1 \| David Gilmour \| Luck and Strange \| – \| \| 20. September 2024 – 26. September 2024 1 Woche \| 1 \| Snow Patrol \| The Forest Is the Path \| – \| \| 27. September 2024 – 3. Oktober 2024 1 Woche \| 1 \| Blossoms \| Gary \| – \| \| 4. Oktober 2024 – 10. Oktober 2024 1 Woche \| 1 \| Shed Seven \| Liquid Gold \| – \| \| 11. Oktober 2024 – 17. Oktober 2024 1 Woche \| 1 \| Coldplay \| Moon Music \| – \| \| 18. Oktober 2024 – 24. Oktober 2024 1 Woche \| 1 \| Charli xcx \| Brat \| – \| \| 25. Oktober 2024 – 31. Oktober 2024 1 Woche \| 1 \| Kylie Minogue \| Tension II \| – \| \| 1. November 2024 – 7. November 2024 1 Woche \| 1 \| Tyler, the Creator \| Chromakopia \| – \| \| 8. November 2024 – 14. November 2024 1 Woche \| 1 \| The Cure \| Songs of a Lost World \| – \| \| 15. November 2024 – 21. November 2024 1 Woche \| 1 \| Alfie Boe & Michael Ball \| Together at Home \| – \| \| 22. November 2024 – 28. November 2024 1 Woche \| 1 \| Linkin Park \| From Zero \| – \| \| 29. November 2024 – 5. Dezember 2024 1 Woche \| 1 \| Kendrick Lamar \| GNX \| – \| \| 6. Dezember 2024 – 19. Dezember 2024 2 Wochen (insgesamt 11) \| 11 \| Taylor Swift \| The Tortured Poets Department \| – \| \| 20. Dezember 2024 – 26. Dezember 2024 1 Woche (insgesamt 5) \| 5 \| Sabrina Carpenter \| Short n’ Sweet \| – \| \| 27. Dezember 2024 – 2. Januar 2025 1 Woche (insgesamt 7) \| 7 \| Michael Bublé \| Christmas \| – \| |                                                     |                                                     |                                                     |                                                                                     |
| ← 2023 |                                                     |                                                     |                                                     | → 2025 →                                                                            |
| Zeitraum | Wo. ges.                                            | Interpret                                           | Titel                                               | Zusätzliche Informationen                                                           |
| (Zeitraum, Wochen auf Platz eins, Interpret, Titel, zusätzliche Informationen) |                                                     |                                                     |                                                     |                                                                                     |
| 29. Dezember 2023 – 4. Januar 2024 1 Woche (insgesamt 7) | 7                                                   | Michael Bublé                                       | Christmas                                           | –                                                                                   |
| 5. Januar 2024 – 11. Januar 2024 1 Woche (insgesamt 3) | 3                                                   | Lewis Capaldi                                       | Broken by Desire to Be Heavenly Sent                | –                                                                                   |
| 12. Januar 2024 – 18. Januar 2024 1 Woche | 1                                                   | Shed Seven                                          | A Matter of Time                                    | –                                                                                   |
| 19. Januar 2024 – 25. Januar 2024 1 Woche | 1                                                   | D-Block Europe                                      | Rolling Stone                                       | –                                                                                   |
| 26. Januar 2024 – 1. Februar 2024 1 Woche | 1                                                   | Green Day                                           | Saviors                                             | Die Pop-Punk-Band erreichte zum fünften Mal in ihrer Karriere die Spitzenposition.  |
| 2. Februar 2024 – 8. Februar 2024 1 Woche | 1                                                   | James Arthur                                        | Bitter Sweet Love                                   | –                                                                                   |
| 9. Februar 2024 – 15. Februar 2024 1 Woche | 1                                                   | The Last Dinner Party                               | Prelude to Ecstasy                                  | –                                                                                   |
| 16. Februar 2024 – 22. Februar 2024 1 Woche | 1                                                   | Noah Kahan                                          | Stick Season                                        | –                                                                                   |
| 23. Februar 2024 – 29. Februar 2024 1 Woche | 1                                                   | Idles                                               | Tangk                                               | Die Post-Punk-Band erreichte zum zweiten Mal in ihrer Karriere die Spitzenposition. |
| 1. März 2024 – 7. März 2024 1 Woche | 1                                                   | Rod Stewart & Jools Holland                         | Swing Fever                                         | –                                                                                   |
| 8. März 2024 – 14. März 2024 1 Woche | 1                                                   | Liam Gallagher & John Squire                        | Liam Gallagher John Squire                          | –                                                                                   |
| 15. März 2024 – 28. März 2024 2 Wochen | 2                                                   | Ariana Grande                                       | Eternal Sunshine                                    | –                                                                                   |
| 29. März 2024 – 4. April 2024 1 Woche | 1                                                   | Elbow                                               | Audio Vertigo                                       | –                                                                                   |
| 5. April 2024 – 11. April 2024 1 Woche | 1                                                   | Beyoncé                                             | Cowboy Carter                                       | –                                                                                   |
| 12. April 2024 – 18. April 2024 1 Woche | 1                                                   | The Libertines                                      | All Quiet on the Eastern Esplanade                  | –                                                                                   |
| 19. April 2024 – 25. April 2024 1 Woche | 1                                                   | James                                               | Yummy                                               | –                                                                                   |
| 26. April 2024 – 9. Mai 2024 2 Wochen (insgesamt 11) | 11                                                  | Taylor Swift                                        | The Tortured Poets Department                       | –                                                                                   |
| 10. Mai 2024 – 16. Mai 2024 1 Woche | 1                                                   | Dua Lipa                                            | Radical Optimism                                    | –                                                                                   |
| 17. Mai 2024 – 23. Mai 2024 1 Woche (insgesamt 11) | 11                                                  | Taylor Swift                                        | The Tortured Poets Department                       | –                                                                                   |
| 24. Mai 2024 – 30. Mai 2024 1 Woche | 1                                                   | Billie Eilish                                       | Hit Me Hard and Soft                                | –                                                                                   |
| 31. Mai 2024 – 27. Juni 2024 4 Wochen (insgesamt 11) | 11                                                  | Taylor Swift                                        | The Tortured Poets Department                       | –                                                                                   |
| 28. Juni 2024 – 4. Juli 2024 1 Woche | 1                                                   | Gracie Abrams                                       | The Secret of Us                                    | –                                                                                   |
| 5. Juli 2024 – 11. Juli 2024 1 Woche (insgesamt 11) | 11                                                  | Taylor Swift                                        | The Tortured Poets Department                       | –                                                                                   |
| 12. Juli 2024 – 18. Juli 2024 1 Woche | 1                                                   | Kasabian                                            | Happenings                                          | –                                                                                   |
| 19. Juli 2024 – 8. August 2024 3 Wochen | 3                                                   | Eminem                                              | The Death of Slim Shady (Coup de Grâce)             | –                                                                                   |
| 9. August 2024 – 15. August 2024 1 Woche (insgesamt 2) | 2                                                   | Chappell Roan                                       | The Rise and Fall of a Midwest Princess             | –                                                                                   |
| 16. August 2024 – 22. August 2024 1 Woche | 1                                                   | Beabadoobee                                         | This Is How Tomorrow Moves                          | –                                                                                   |
| 23. August 2024 – 29. August 2024 1 Woche | 1                                                   | Post Malone                                         | F-1 Trillion                                        | –                                                                                   |
| 30. August 2024 – 5. September 2024 1 Woche (insgesamt 5) | 5                                                   | Sabrina Carpenter                                   | Short n’ Sweet                                      | –                                                                                   |
| 6. September 2024 – 12. September 2024 1 Woche (insgesamt 2) | 2                                                   | Oasis                                               | Definitely Maybe                                    | –                                                                                   |
| 13. September 2024 – 19. September 2024 1 Woche | 1                                                   | David Gilmour                                       | Luck and Strange                                    | –                                                                                   |
| 20. September 2024 – 26. September 2024 1 Woche | 1                                                   | Snow Patrol                                         | The Forest Is the Path                              | –                                                                                   |
| 27. September 2024 – 3. Oktober 2024 1 Woche | 1                                                   | Blossoms                                            | Gary                                                | –                                                                                   |
| 4. Oktober 2024 – 10. Oktober 2024 1 Woche | 1                                                   | Shed Seven                                          | Liquid Gold                                         | –                                                                                   |
| 11. Oktober 2024 – 17. Oktober 2024 1 Woche | 1                                                   | Coldplay                                            | Moon Music                                          | –                                                                                   |
| 18. Oktober 2024 – 24. Oktober 2024 1 Woche | 1                                                   | Charli xcx                                          | Brat                                                | –                                                                                   |
| 25. Oktober 2024 – 31. Oktober 2024 1 Woche | 1                                                   | Kylie Minogue                                       | Tension II                                          | –                                                                                   |
| 1. November 2024 – 7. November 2024 1 Woche | 1                                                   | Tyler, the Creator                                  | Chromakopia                                         | –                                                                                   |
| 8. November 2024 – 14. November 2024 1 Woche | 1                                                   | The Cure                                            | Songs of a Lost World                               | –                                                                                   |
| 15. November 2024 – 21. November 2024 1 Woche | 1                                                   | Alfie Boe & Michael Ball                            | Together at Home                                    | –                                                                                   |
| 22. November 2024 – 28. November 2024 1 Woche | 1                                                   | Linkin Park                                         | From Zero                                           | –                                                                                   |
| 29. November 2024 – 5. Dezember 2024 1 Woche | 1                                                   | Kendrick Lamar                                      | GNX                                                 | –                                                                                   |
| 6. Dezember 2024 – 19. Dezember 2024 2 Wochen (insgesamt 11) | 11                                                  | Taylor Swift                                        | The Tortured Poets Department                       | –                                                                                   |
| 20. Dezember 2024 – 26. Dezember 2024 1 Woche (insgesamt 5) | 5                                                   | Sabrina Carpenter                                   | Short n’ Sweet                                      | –                                                                                   |
| 27. Dezember 2024 – 2. Januar 2025 1 Woche (insgesamt 7) | 7                                                   | Michael Bublé                                       | Christmas                                           | –                                                                                   |

## Jahreshitparaden
| ← 2023 ← | Liste der Nummer-eins-Hits in den britischen Charts | Liste der Nummer-eins-Hits in den britischen Charts   | Liste der Nummer-eins-Hits in den britischen Charts | 2025 →   |
| \| Singles \| Position# \| Alben \| \| ------------------------------------------------------------------------------------------------------------------------------------------------------------------------------ \| --------- \| ----------------------------------------------------- \| \| Stick Season Noah Kahan Noah Berkenkamp Kahan \| 1 \| The Tortured Poets Department Taylor Swift \| \| Beautiful Things Benson Boone Benson James Boone, Evan Robert Eliiot Blair, Jackson Lafrantz Larsen \| 2 \| The Highlights The Weeknd \| \| Espresso Sabrina Carpenter Sabrina Annlynn Carpenter, Julian Collin Bunetta, Stephanie Nicole Jones, Amy Rose Allen \| 3 \| Short n’ Sweet Sabrina Carpenter \| \| Lose Control Teddy Swims Joshua Emanuel Coleman, Julian Collin Bunetta, Jaten Collin Dimsdale, John Stephen Sudduth, Marco Antonio Rodriguez Diaz Jr. \| 4 \| Stick Season Noah Kahan \| \| Too Sweet Hozier Stuart Daniel Johnson, Daniel Nathan Krieger, Daniel Tannenbaum, Sergiu Adrian Gherman, Peter C. Gonzales, Andrew John Hozier-Byrne, Tyler Reese Mehlenbacher \| 5 \| Hit Me Hard and Soft Billie Eilish \| \| A Bar Song (Tipsy) Shaboozey Chibueze Collins Obinna, Nevin Sastry, Sean Cook, Jerrel C. Jones, Joe Anthony Kent, Mark Allen Williams \| 6 \| The Rise and Fall of a Midwest Princess Chappell Roan \| \| Birds of a Feather Billie Eilish Finneas Baird O’Connell, Billie Eilish O’Connell \| 7 \| 50 Years – Don’t Stop Fleetwood Mac \| \| Good Luck, Babe! Chappell Roan Kayleigh Amstutz, Daniel Nigro, Justin Drew Tranter \| 8 \| Brat Charli xcx \| \| Austin (Boots Stop Workin’) Dasha Anna Dasha Novotny, Adam Wendler, Kenneth Travis Heidelman, Cheyenne Rose Arnspiger \| 9 \| Moon Music Coldplay \| \| Please Please Please Sabrina Carpenter Amy Rose Allen, Jack Michael Antonoff, Sabrina Annlynn Carpenter \| 10 \| Guts Olivia Rodrigo \| |                                                     |                                                       |                                                     |          |
| ← 2023 |                                                     |                                                       |                                                     | → 2025 → |
| Singles | Position#                                           | Alben                                                 |                                                     |          |
| Stick Season Noah Kahan Noah Berkenkamp Kahan | 1                                                   | The Tortured Poets Department Taylor Swift            |                                                     |          |
| Beautiful Things Benson Boone Benson James Boone, Evan Robert Eliiot Blair, Jackson Lafrantz Larsen | 2                                                   | The Highlights The Weeknd                             |                                                     |          |
| Espresso Sabrina Carpenter Sabrina Annlynn Carpenter, Julian Collin Bunetta, Stephanie Nicole Jones, Amy Rose Allen | 3                                                   | Short n’ Sweet Sabrina Carpenter                      |                                                     |          |
| Lose Control Teddy Swims Joshua Emanuel Coleman, Julian Collin Bunetta, Jaten Collin Dimsdale, John Stephen Sudduth, Marco Antonio Rodriguez Diaz Jr. | 4                                                   | Stick Season Noah Kahan                               |                                                     |          |
| Too Sweet Hozier Stuart Daniel Johnson, Daniel Nathan Krieger, Daniel Tannenbaum, Sergiu Adrian Gherman, Peter C. Gonzales, Andrew John Hozier-Byrne, Tyler Reese Mehlenbacher | 5                                                   | Hit Me Hard and Soft Billie Eilish                    |                                                     |          |
| A Bar Song (Tipsy) Shaboozey Chibueze Collins Obinna, Nevin Sastry, Sean Cook, Jerrel C. Jones, Joe Anthony Kent, Mark Allen Williams | 6                                                   | The Rise and Fall of a Midwest Princess Chappell Roan |                                                     |          |
| Birds of a Feather Billie Eilish Finneas Baird O’Connell, Billie Eilish O’Connell | 7                                                   | 50 Years – Don’t Stop Fleetwood Mac                   |                                                     |          |
| Good Luck, Babe! Chappell Roan Kayleigh Amstutz, Daniel Nigro, Justin Drew Tranter | 8                                                   | Brat Charli xcx                                       |                                                     |          |
| Austin (Boots Stop Workin’) Dasha Anna Dasha Novotny, Adam Wendler, Kenneth Travis Heidelman, Cheyenne Rose Arnspiger | 9                                                   | Moon Music Coldplay                                   |                                                     |          |
| Please Please Please Sabrina Carpenter Amy Rose Allen, Jack Michael Antonoff, Sabrina Annlynn Carpenter | 10                                                  | Guts Olivia Rodrigo                                   |                                                     |          |